# Francis Alexander
Francis Alexander (Killingly, Connecticut, 3 de fevereiro de 1800 — Florença, 27 de março de 1880) foi um pintor retratista americano.

## Biografia
Alexander nasceu no condado de Windham, Connecticut, em fevereiro de 1800. Criado em uma fazenda, aprendeu a usar cores, e em 1820 foi para Nova Iorque e estudou pintura com Alexander Robertson.
Passou os invernos de 1831 e 1832 em Roma. Posteriormente, residiu por quase uma década em Boston, Massachusetts, onde conquistou grande popularidade. Um dos melhores retratos de Alexander é o da Senhora Fletcher Webster, anteriormente no Museu de Belas Artes de Boston.
Em 1839, Alexander foi eleito para a Academia Nacional de Desenho como membro honorário. Em 1842, pintou Charles Dickens durante a turnê americana do autor. No final das décadas de 1840 e 1850, no entanto, suas comissões começaram a declinar. Talvez por isso, ou por motivos de saúde, ou pela educação musical de sua filha, Francesca, Alexander e sua família partiram para a Europa em 1853. Exceto por uma breve visita à América em 1868-1869, o resto de sua vida foi passado na Itália, onde Alexandre abandonou o retrato e se tornou colecionador de pinturas italianas antigas.
Alexander se casou com Lucia Gray Swett em 1836. A filha deles, Francesca Alexander, foi uma ilustradora, escritora e tradutora popular.